# امانوئل مبلا
امانوئل مبلا (انگلیسی: Emmanuel Mbella؛ زادهٔ ۱۸ ژوئن ۱۹۹۲) بازیکن فوتبال اهل کامرون است.
از باشگاه‌هایی که در آن بازی کرده‌است می‌توان به باشگاه فوتبال مونتسا اشاره کرد.